# Onthophagus dudleyi
Onthophagus dudleyi là một loài bọ cánh cứng trong họ Bọ hung (Scarabaeidae).